# Crytea meruensis
Crytea meruensis är en stekelart som först beskrevs av Heinrich 1936.  Crytea meruensis ingår i släktet Crytea och familjen brokparasitsteklar. Inga underarter finns listade i Catalogue of Life.